# Anhui
Anhui ([ánxwéi]ⓘ; chiń. 安徽; pinyin Ānhuī) – prowincja we wschodnich Chinach w dorzeczu Jangcy i Huang He.

## Etymologia
Nazwa prowincji pochodzi od złożenia pierwszych sylab nazw miast Anqing i Huizhou (ob. Huangshan).

## Warunki naturalne
W północnej i środkowej części Nizina Chińska, na południu i południowym zachodzie  niewysokie góry sięgające 1841 m n.p.m. Klimat zwrotnikowy, monsunowy. Na północ od Huang He chłodniejszy i bardziej suchy. Wzdłuż Jangcy ciągną się liczne jeziora, m.in. Chao Hu.

## Gospodarka
Anhui to ważny region rolniczy Chin.
Uprawy: ryż (połowa zasiewów), pszenica, kukurydza, gaoliang, soja, bawełna, tytoń, orzeszki ziemne, rzepak i herbata.
Hodowla: jedwabników i trzody chlewnej.
Rybołówstwo śródlądowe, a na obszarze jezior hodowla ryb.
Wydobycie węgla kamiennego (koło Huainan), rud żelaza (koło Ma’anshan), miedzi (w Tongling), cynku, ołowiu i pirytów.
Rozwinięte hutnictwo żelaza (huty w Hefei, Huainan, Wuhu, kombinat w Ma’anshan) i miedzi.
Przemysł maszynowy, chemiczny, włókienniczy, spożywczy i środków transportu. Transport głównie kolejowy i rzeczny (głównie na Jangcy).